# Пампалети
Пампалети (груз. ფამფალეთი) — село в Грузии, на территории Озургетского муниципалитета края (мхаре) Гурия.

## География
Село находится в западной части Грузии, на правом берегу реки Натанеби, на расстоянии приблизительно 7 километров (по прямой) к востоку от города Озургети, административного центра муниципалитета. Абсолютная высота — 256 метров над уровнем моря.

## Население
По результатам официальной переписи населения 2014 года, в Пампалети проживало 411 человек (198 мужчин и 213 женщин). В национальной структуре населения грузины составляли 99,5 %, армяне — 0,25 %, русские — 0,25 %.
| Год  | Население, человек |
| ---- | ------------------ |
| 2002 | 632                |
| 2014 | ↘ 411              |